# John Creasey
John Creasey (17. září 1908, Soutfhields, Surrey – 9. června 1973, Salisbury, Wiltshire) byl anglický spisovatel především detektivních a sci-fi románů. Tento neobyčejně plodný autor vydal pod vlastním jménem a dvaceti osmi pseudonymy 564 knih.

## Život
Narodil se do dělnické rodiny jako sedmé z devíti dětí. Od roku 1923 do roku 1935 pracoval v různých dělnických i úřednických profesích a snažil se stát se spisovatelem. Od roku 1926 psal pro sci-fi magazín Boy's Papers, první knihu vydal roku 1930, první román s kriminální a sci-fi zápletkou Seven Times Seven (Sedmkrát sedm) roku 1932 a od roku 1935 byl spisovatelem na plný úvazek.
Během druhé světové války pracoval v United Kingdom's National Savings Movement a za tuto činnost obdržel roku 1946 Řád britského impéria ve třídě člen (MBE). Byl rovněž politicky aktivní za liberální stranu a neúspěšně za ni kandidoval do parlamentu. V 60. letech stranu opustil a založil vlastní politické hnutí All-Party Alliance.
V roce 1953 založil britskou Crime Writers Association (CWA) a stal se jejím historicky prvním předsedou. Roku 1962 ocenila organizace Mystery Writers of America (MWA) jeho román Gideon's Fire (Gideonův oheň), napsaný pod pseudonymem J. J. Marric, cenou Edgara Allana Poea (Edgar Award) a roku 1969 mu udělila své nejvyšší vyznamenání Grand Master Award (velmistr žánru). 
Od roku 1973 uděluje CWA na jeho počest cenu John Creasey Memorial Dagger (nyní pod označením New Blood Dagger).

## Seznam pseudonymů
- Gordon Ashe
- Margaret Cooke
- M. E. Cooke
- Henry St. John Cooper
- Credo
- Norman Deane
- Elise Fecamps
- Robert Caine Frazer
- Patrick Gill
- Michael Halliday
- Charles Hogarth
- Brian Hope
- Colin Hughes
- Kyle Hunt
- Abel Mann
- Peter Manton
- J.J. Marric
- James Marsden
- Richard Martin
- Rodney Mattheson
- Anthony Morton
- Ken Ranger
- Tex Riley
- William K. Reilly
- Martin Richard
- Henry St. John
- Jimmy Wilde
- Jeremy York[7]

## Dílo
John Creasey je především autorem mnohasvazkových detektivních sérií, z nichž některé obsahují silné prvky hororu nebo sci-fi. Napsal je pod svým jménem i pod různými pseudonymy. Westerny psal pod pseudonymy Ken Ranger, Tex Riley a William K. Riley, milostné romány pod pseudonymy Margaret Cooke, M. E. Cooke, Elise Fecamps a Henry St John Cooper. Pod různými pseudonymy napsal také řadu samostatných románů.

### Série napsané pod vlastním jménem
- Department Z (1933–1957), série o britské tajné službě, dvacet osm svazků.[8]
- Sexton Blake (1937–1943), pět knih o britském detektivovi, hrdinovi různých komiksů a knih již od roku 1892.[9]
- Toff (1938–1978, Sekáč), série dobrodružných románů o hrdinovi s touto přezdívkou, šedesát svazků (poslední napal William Vivian Butler).[10]
- Roger West (1942–1978), série o inspektorovi Scotland Yardu, čtyřicet tři svazků.[11]
- Doktor Palfrey (Z5) (1942–1979), série na pomezí hororu, sci-fi a detektivky o celosvětové tajné službě Z5, kterou vede doktor Palfrey a která chrání svět před šílenými vědci i před vražednými hříčkami přírody, třicet čtyři svazků (další čtyři knihy dopsal jeho syn Richard).[12]

### Pod pseudonymem Anthony Marton
- Baron (1937–1979), série o starožitníkovi a bývalém zloději drahokamů Johnovi Manneringovi, čtyřicet sedm svazků.[13]

### Pod pseudonymem Norman Deane
- Bruce Murdoch (1939–1942), série o členovi tajné služby, šest dílů.[14]
- The Liberator (1943–1945), špionážní trilogie.[15]

### Pod pseudonymem Gordon Ashe
- Patrick Dawlish (1939–1975), série o vyšetřovateli ze Scotland Yardu, padesát jedna svazků.[16]

### Pod pseudonymem Jeremy York
- Superintendent Folly (1942–1948), deset svazků.[17]

### Pod pseudonymem Michael Halliday
- Martin a Richard Fane (1952–1955), série o dvou bratrech a partnerech v detektivní kanceláři, čtyři díly. V USA série vyšla pod pseudonymem Jeremy York.[18]
- Doktor Cellini (1965–1975), série o vyšetřovateli loupeží a vražd, 11 svazků. V USA série vyšla pod pseudonymem Kyle Hunt.[19]

### Pod pseudonymem J. J. Marric
- George Gideon (1956–1976), série o komisaři Scotland Yardu, dvacet jedna svazků (dalších pět dopsal pod stejným pseudonymem William Vivian Butler).[20]

### Pod pseudonymem Robert Caine Frazer
- Mark Kilby (1959–1964), série, jejímž hrdinou je soukromý detektiv, šest dílů.[21]

## Filmové adaptace
- Salute the Toff (1952), britský film podle stejnojmenné knihy z roku 1941, režie Maclean Rogers.
- Hammer the Toff (1953), britský fil podle stejnojmenné knihy z roku 1947, režie Maclean Rogers.
- Gideon's Day (1958) americký film podle stejnojmenné knihy z roku 1955, režie John Ford.
- Cat & Mouse (1958), britský film podle stejnojmenné knihy z roku 1955 (pod pseudonymem Michael Halliday), režie Paul Rotha.
- Kill My Love (1962), epizoda z amerického televizního seriálu Thriller podle stejnojmenné knihy z roku 1958, režie Herschel Daugherty.
- Gideon's Way (1964–1966), britský televizní seriál (26 dílů) podle série napsané pod pseudonymem J. J. Marric.
- The Baron (1965–1966), britský televizní seriál (30 dílů) podle série napsané pod pseudonymem Anthony Morton.[22]

## Česká vydání
Seznam českých vydání autora je uvedeno podle jeho jednotlivých sérií, přičemž za českým názvem je jako první uveden rok vydání a název originálu.

### Baron
- V pancéřové síni (1937, Meet the Baron), Sběratel (edice Rodokaps), Praha 1939, přeložila Milada Krausová-Lesná.

### Sekáč (Toff)
- Sekáč a pavouk (1965, The Toff and the Spider). Praha: Lidové nakladatelství 1969, přeložil Ladislav Smutek.

### Komisař Gideon
- Komisař Gideon má starosti (1965, Gideon's Lot). Praha: Orbis 1970, přeložil Ladislav Smutek.
- Noc komisaře Gideona (1957, Gideon's Night). Praha: Orbis 1971, přeložila Eva Kondrysová.
- Státní návštěva; Gideonova řeka. Praha: Beta-Dobrovský 1998, přeložily Markéta Havelková a Lucie Pilátová, svazek obsahuje romány Gideon's March (1962) a Gideon's River (1968)

### Inspektor West
- Případ Londýn – Austrálie (1965, Murder, London – Australia), Praha: Orbis 1970, přeložil Jan Zábrana, znovu pod názvem Případ vrchního inspektora Westa, Praha: Česká expedice a Riopress 1993.
- 3x inspektor West, Praha: Odeon 1980, přeložili Emanuel Tilsch a Ladislav Smutek, svazek obsahuje romány Dovolená pro inspektora Westa (1947, Holiday for Inspector West), Zbraně pro inspektora Westa (1953, A Gun for Inspector West) a Balíčky pro inspektora Westa (1956, Parcels for Inspector West).
- Případ Londýn – New York (1958, Murder London - New York), Praha: BB art 1994, přeložil Václav Straka.
- Případ Londýn – Jižní Afrika (1965, Murder, London – South Africa), Praha: BB art 1994, přeložil Václav Straka.
- Případ Londýn – Miami (1969, Murder, London – Miami), Praha: BB art 1995, přeložil Václav Straka.
- Inspektor West volá na poplach (1950, Inspector West Cries Wolf), Praha: Tamtam 1997, přeložila Zlata Kufnerová.
- Nehoda inspektora Westa (1957, Accident for Inspector West), Praha: Tamtam 1998, přeložil Gustav Kadlec.
- Smrt dostihového koně (1959, Death of a Racehorse), Praha: Tamtam 2001, přeložil Gustav Kadlec.
- Tři pohledy na vraždu (1964, Look Three Ways at Murder), Praha: Tamtam 2004, přeložila Eva Kořínková.
- Alibi (1971, Alibi for Inspector West), Praha: Tamtam 2006, přeložil Oldřich Vidlák.
- Role pro policistu (1970, A Part for a Policeman), Praha: Tamtam 2007, přeložil Oldřich Vidlák.

### Doktor Palfrey (Z5)
- Mlha děsu (1955, The Mists of Fear), Praha: Klub Julese Vernea 1992, přeložil Miroslav Martan.
- 3x John Creasey, Praha: BB art 1992, přeložila Libuše Drozdová, svazek obsahuje romány Teoror (1962, The Terror), Hlubiny (1963, The Depths) a Smog (1970, The Smog).
- Potopa, Praha: Svoboda-Libertas 1993, přeložila Bohumila Sinecká.
- Sucho, Praha: Svoboda-Libertas 1993, přeložila Bohumila Sinecká.
- Hlad, Praha: Svoboda-Libertas 1994, přeložila Bohumila Sinecká.

### Department Z
- Smrt číhá za rohem (1935, Death Round the Corner), Praha: Tamtam 2008, přeložil Oldřich Vidlák.

### Bruce Murdoch
- Kde je Kulhavec?  (1942, Where Is the Withered Man?), Praha: Tamtam 2010, přeložil Oldřich Vidlák.

### Samostatné romány
- Muži, dívky a vražda (1933, Men, Maids and Murder), Praha: Tamtam 2010, přeložila Eva Kořínková.